# Margriet Eshuijs
Margriet Eshuijs (Zaandam, 14 de outubro de 1952 - 29 de dezembro de 2022) foi uma cantora e compositora de música pop holandesa, que fez sucesso na década de 1970.
Cantando em inglês e holandês, continuava a fazer apresentações em seu país natal.

## Biografia
Seus pais tinham uma loja de instrumentos e uma escola de música, o que desde três anos levou-a a aprender a tocar acordeon até que, quando adolescente, o instrumento tornou-se fora de moda e trocou-o pelo violão e ingressou em uma banda na cidade natal, na década de 1960.
Em 1968, aprendeu a tocar outros instrumentos e, quando terminou o colegial, ingressou na universidade para estudar inglês e o idioma natal mas, aos 20 anos, abandonou os estudos para dedicar-se à carreira de cantora.
Foi em 1973, somente que veio a realmente cantar numa banda - a Lucifer, junto a um trio masculino do qual fazia parte o baterista Henny Huisman; apresentavam-se em clubes noturnos da Alemanha e em navios até que foram descobertos pela gravadora EMI, que fez do hit "Open Book" tornar-se sucesso mundial, embora na Holanda ainda fossem desconhecidos.
Em 1975, lançaram o primeiro LP,  House for Sale que, contudo, ficou três meses sem qualquer resultado, até que participaram de um concurso na televisão inglesa e, em Londres, venceram a competição contra um mágico e um comediante. Esta participação, seguida por outras, levaram o grupo a emplacar vários singles nas rádios e a ampliar lentamente seu público.
Em 1976, percebeu-se que Margriet teria mais condições de seguir uma carreira solo, a canção "Selfpity", de sua autoria, chegou a figurar como música-tema em uma telenovela brasileira, e integrou seu primeiro LP, Margriet e a cantora tornou-se bastante conhecida neste país. Apesar disto, a carreira musical não dá o sustento necessário e ela passa a dar aulas em conservatório, cantou na Orquestra Metropolitana, participou de comerciais e de vários programas de rádio e TV dos Países Baixos, no período de 1977 a 1985. A partir de então, sua carreira foi mais voltada ao seu país, lançando ao longo dos anos vários discos.
Foi premiada com as músicas On The Move Again e Black Pearl e pelos álbuns Right on Time e Sometimes. Foi feita cavaleira da Ordem de Orange-Nassau, em 1999.
Nos últimos anos lecionava música em conservatórios de Alkmaar e Leeuwarden, e em 2016 fundara a Margriet Eshuijs Popkoor, escola particular de música, tendo realizado turnês de apresentação solo. Faleceu no final de 2022 aos 70 anos, após lutar contra uma "grave doença", como foi informado por seu companheiro Maarten Peters à agência ANP. O ex-baterista do Lucifer, Henny Huisman, lamentou sua perda informando que há anos ela lutava contra um câncer. Junto ao companheiro ela colaborava para arrecadação no evento anual Alpe d'Huzes, da Sociedade Holandesa de Câncer.

## Discografia solo
- On the Move Again, 1979
- Right on Time, 1981
- Eye to Eye, 1982
- Sometimes, 1991
- The Wee Small Hours, 1993
- Shadow Dancing, 1996
- Step into the Light, 1998
- Time, 2001
- In Concert, 2005